# Officier chargé du quart
Pour les articles homonymes, voir Chef de quart et Mécanicien.
Dans la marine marchande, l'officier chargé du quart est, pour le service pont, le représentant du capitaine. Il est essentiellement responsable à tout moment de la sécurité de la navigation et du respect du règlement international pour prévenir les abordages en mer. Pour le service machine, il est responsable de la conduite et de la surveillance des installations devant le chef mécanicien. Il est également connu comme « lieutenant » (à rapprocher de l'expression de « tenant lieu » de son supérieur), « officier pont » ou « officier mécanicien ».

## Fonctions
- L'Officier chargé du quart assure généralement, sur un navire armé au long-cours, deux quarts de quatre heures par jour, aux machines ou à la passerelle selon sa qualification et le poste pour lequel il a été embauché et embarqué (cf. rôle d'équipage).
- Il y a généralement trois officiers de pont pour participer au quart : le second capitaine et 2 lieutenants titulaires d'un brevet de chef de quart de navire de mer ou d'un brevet de chef de quart passerelle. On trouve malgré tout des décisions d'effectif de deux officiers pont (capitaine inclus) sur des navires armés au cabotage, les horaires sont alors de 6 h/6 h.
- Officier chargé du quart à la passerelle a le grade dans la marine marchande de lieutenant pont.
- Officier chargé du quart au service machine ou chef de quart machine a le grade dans la marine marchande de lieutenant machine.
- Officier polyvalent (service machine et passerelle) ou chef du quart de navire de mer a le grade de lieutenant.
- Les salaires des officiers chargés du quart dépendent des navires sur lesquels ils sont embarqués, des responsabilités, des compétences requises, du diplôme ainsi que de l'expérience acquise.

### Fonctions service pont
- L'officier chargé du quart au service pont ou chef de quart passerelle travaille en bonne intelligence avec le service machine.
- Le chef de quart passerelle (ou lieutenant au pont) prend les décisions pour assurer la bonne marche du navire de la passerelle, prend en charge la navigation[1] ; sur les navires équipés du SMDSM 1999, l'officier de quart à la passerelle effectue la veille automatique en appel sélectif numérique correspondant à la zone SMDSM de navigation et effectue la veille en radiotéléphonie sur le canal 16.
- L'officier de quart participe aux opérations commerciales lorsque le navire est à quai, effectue les corrections aux ouvrages nautiques, prépare le plan de route du prochain voyage, peut également gérer les salaires de l'équipage.

NB: Le pilote ne fait pas partie de l'équipage du navire, il est, temporairement, le conseiller du commandant lorsque le navire entre ou sort du port ou encore lorsqu'il emprunte une voie maritime difficile.

### Fonctions service machine
- L'officier chargé du quart au service machine ou le chef de quart machine travaille en bonne intelligence avec le service pont.
- L'officier mécanicien chargé du quart (sous les ordres directs du second mécanicien, lui-même placé sous la direction du chef mécanicien) est chargé de la conduite des machines, du fonctionnement et de l'entretien des machines de propulsion, des machines auxiliaires. de la production électrique, des systèmes de pompage et de transfert, l'hydraulique, la réfrigération, les circuits vapeur, le traitement des eaux usées, les circuits d'air comprimé, etc.
- L'officier mécanicien coordonne le travail du personnel executif de la salle des machines: ouvriers ou maîtres mécaniciens, maîtres électriciens, chauffeurs, graisseurs, nettoyeurs, élèves-officiers, etc.

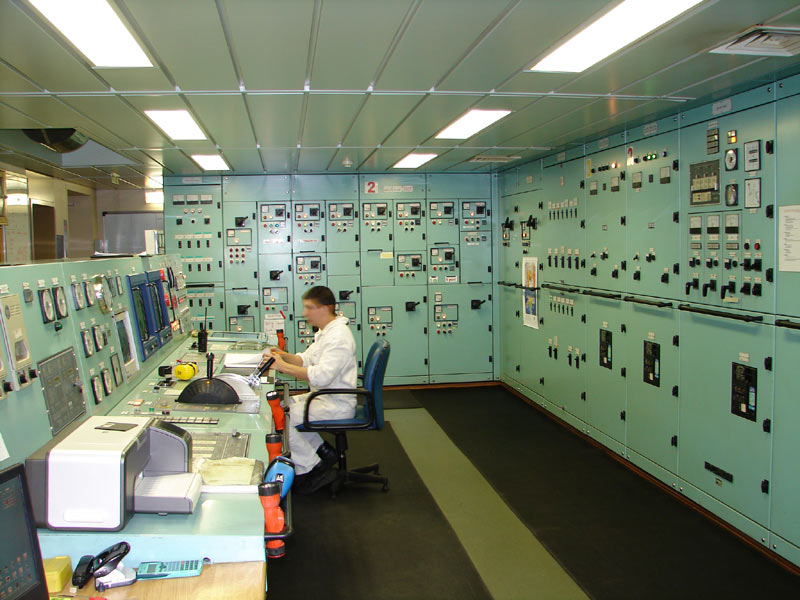
Officier chargé du quart à la machine
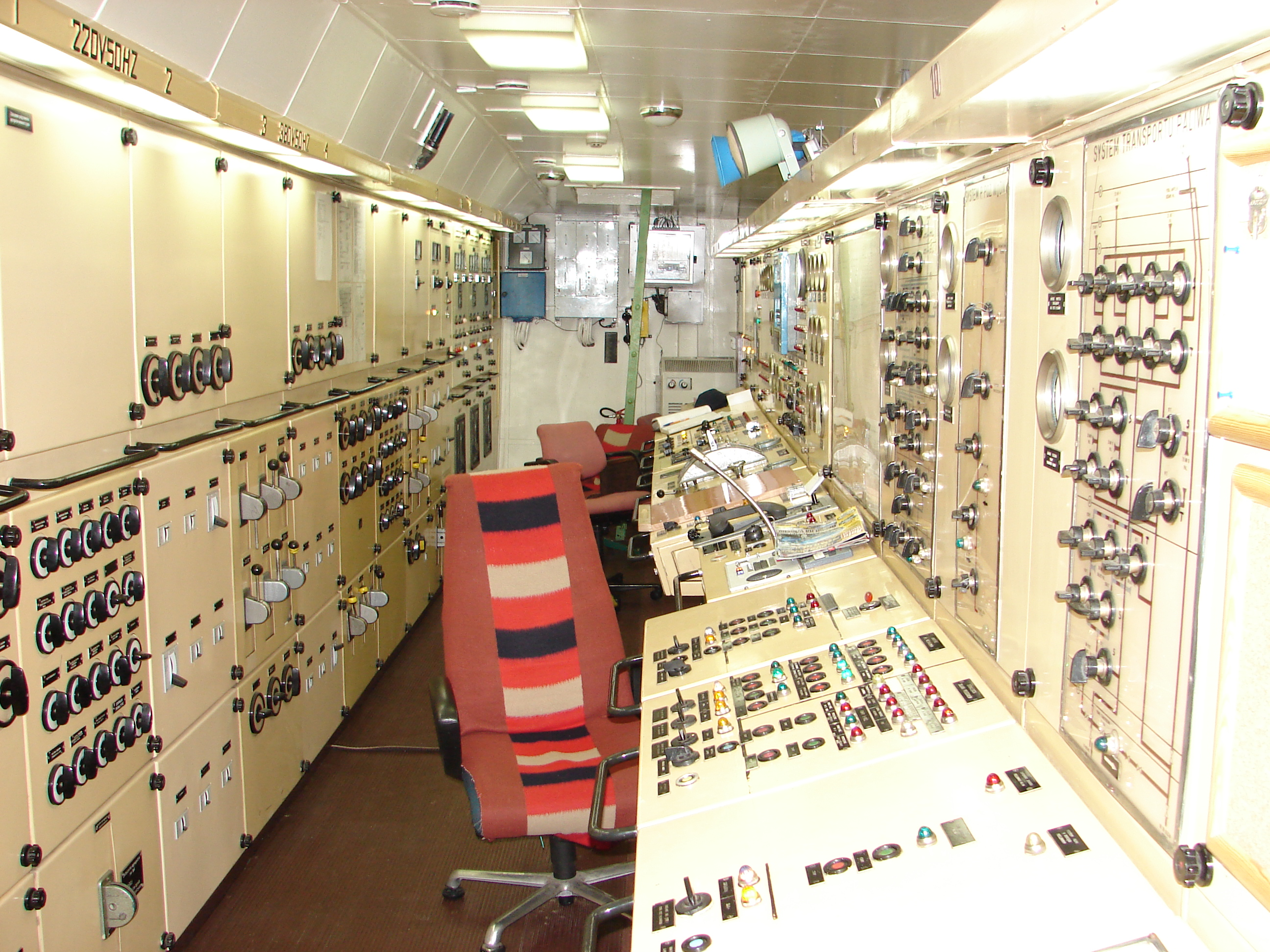
Salle de conduite des machines
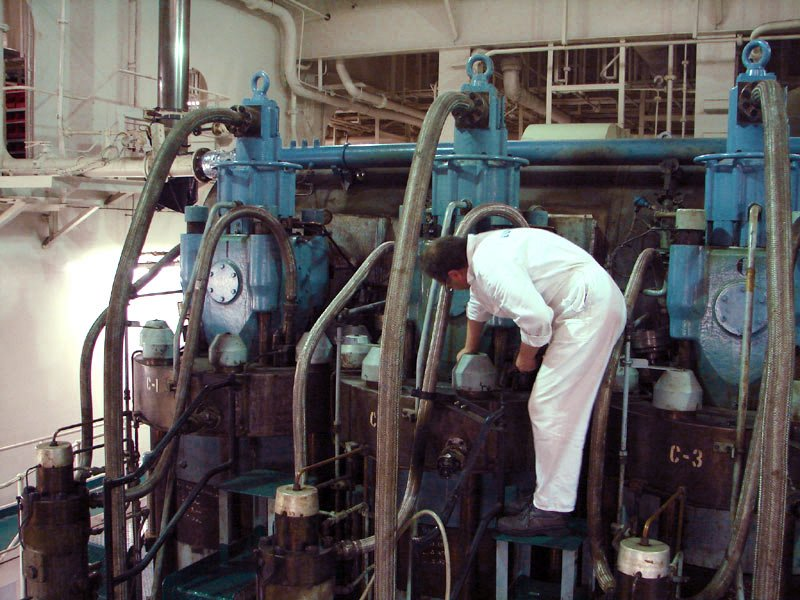
Entretien d'un moteur de propulsion
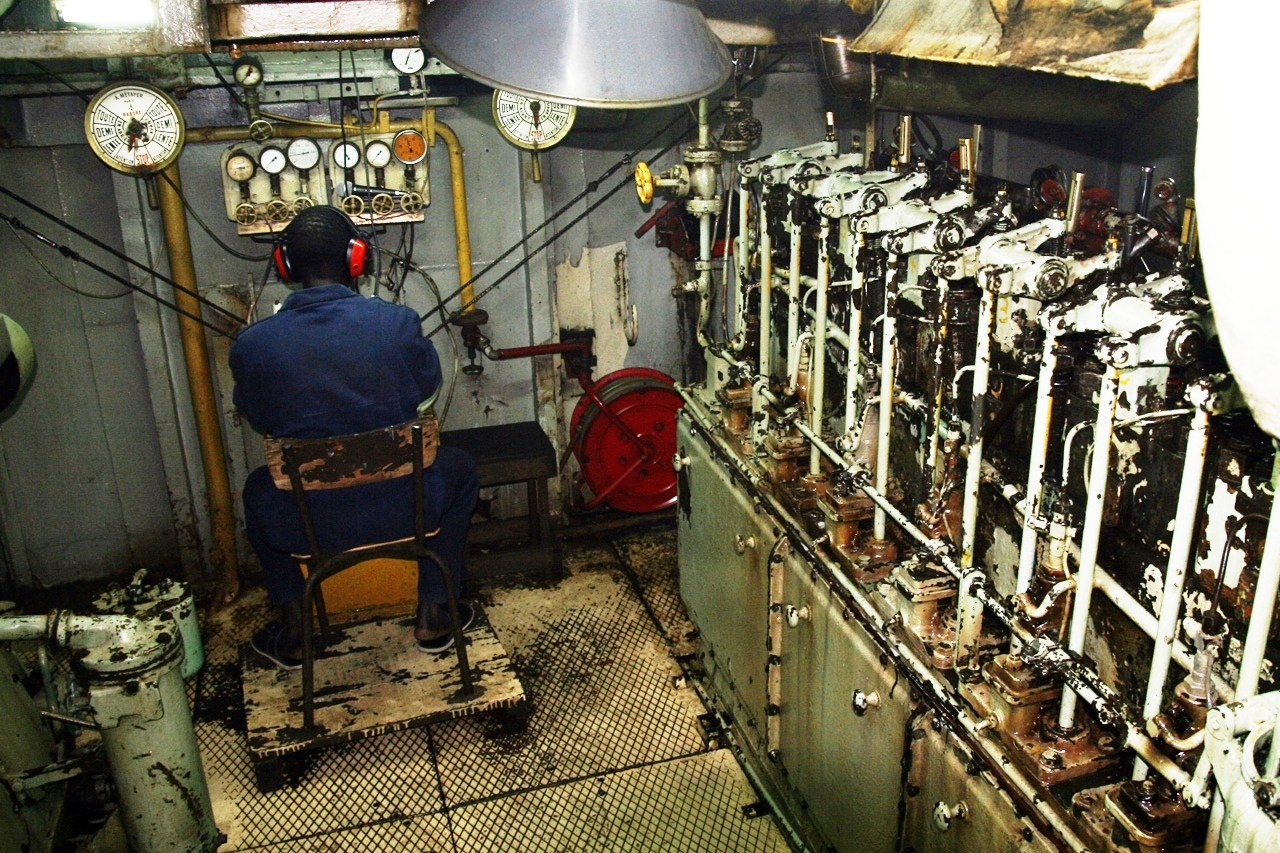
Officier chargé du quart à la machine
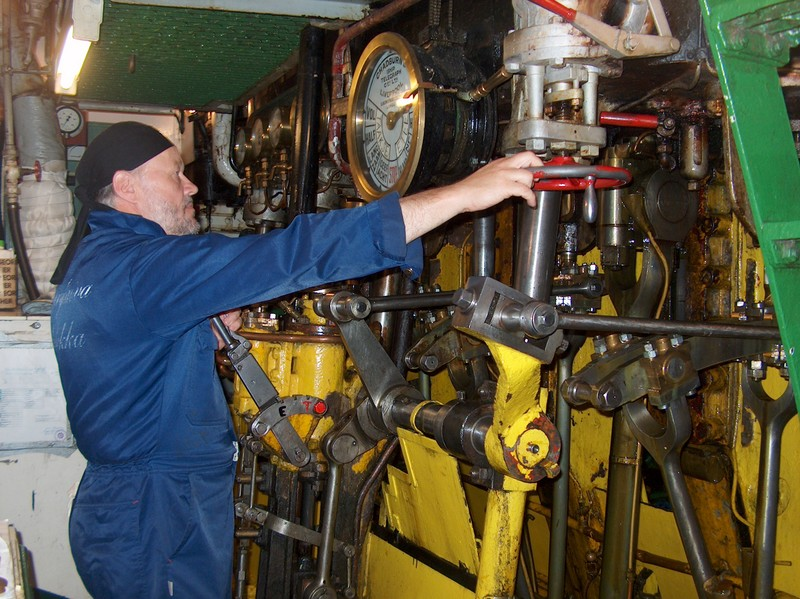
Conduite d'une machine à vapeur
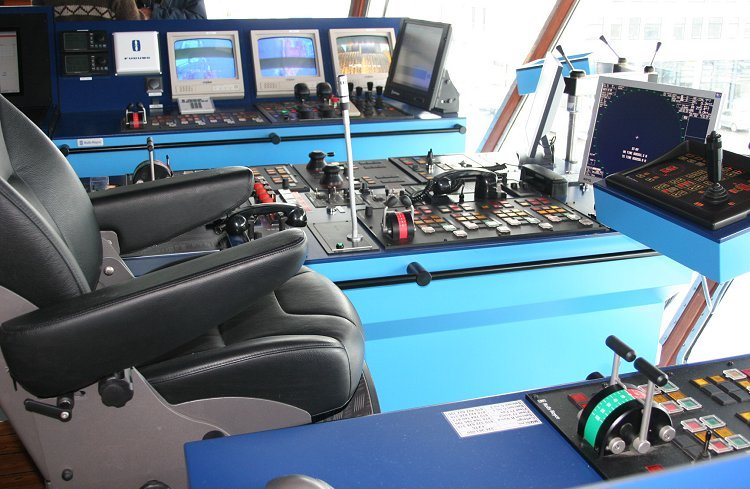
Poste de conduite à la passerelle

## Qualifications internationales et françaises

### Service pont
Brevet pour être chef de quart passerelle en fonction de la jauge brute du navire, de la distance de navigation des côtes et de l'expérience acquise en navigation
- Brevets monovalents passerelle
  - Brevet de chef de quart passerelle[2]
  - Brevet de second capitaine
  - Brevet de capitaine
- Brevets polyvalents :
  - Brevet de chef de quart de navire de mer
  - Brevet de second polyvalent
  - Brevet de capitaine de première classe de la navigation maritime

Le brevet de chef de quart passerelle ou de capitaine comporte 3 colonnes, la mention Capacité en rapport avec la fonction permise, la mention  restrictions exemple : Navires de jauge brute inférieure à 3 000 allant jusqu'à 200 milles des côtes d'une puissance propulsive inférieure à 3 000 kW, Aucune ou restreint aux : navires de pêche, navires conchylicoles (cultures marines), navires à voiles, yacht, la mention  Mentions particulières en rapport avec des spécialités comme : Valable pour les navires citernes ou encore qualifié pour assumer la responsabilité des soins médicaux à bord.
Les brevets délivrés par la France sont vérifiables sur le site des affaires maritimes 

### Service machine

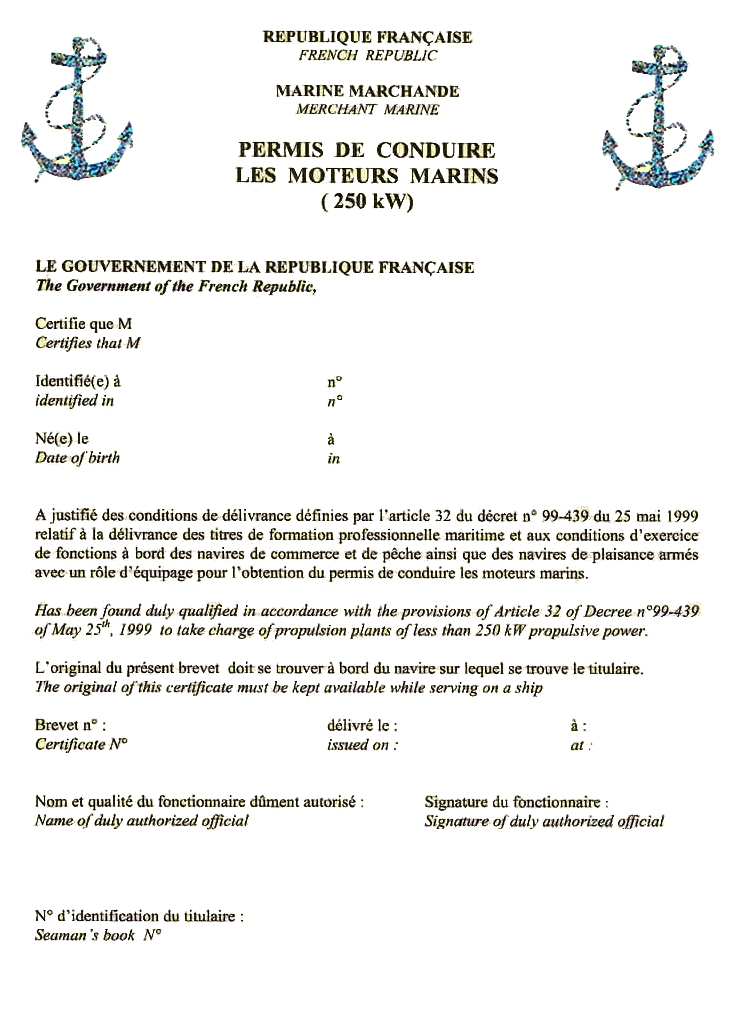
Exemple d'un modèle de permis de conduire les moteurs marins

Brevet pour être chef de quart au service machine en fonction de la puissance propulsive et de l'expérience acquise en machine
- Brevets monovalents machine) :
  - Permis de conduire les moteurs marins[4]
  - Brevet de chef de quart machine[5]
  - Brevet de mécanicien
  - Brevet de second mécanicien
  - Brevet de chef mécanicien
- Brevets polyvalents :
  - Brevet de capitaine 200 avec mention machine
  - Brevet de chef de quart de navire de mer
  - Brevet de second polyvalent
  - Brevet de capitaine de première classe de la navigation maritime

Sur le brevet du mécanicien, une mention représente la puissance propulsive maxi, éventuellement le type de navire. Par exemple : Brevet de mécanicien 3 000 kW ; tous navires ou restreint aux : navires de pêche, yacht.
Les mentions standard de la puissance propulsive
- Navire d'une puissance propulsive inférieure à 250 kW.
- Navire d'une puissance propulsive inférieure à 750 kW.
- Navire d'une puissance propulsive inférieure à 3 000 kW.
- Navire d'une puissance propulsive inférieure à 8 000 kW (qualification française).
- Navire d'une puissance propulsive inférieure à 15 000 kW (qualification française).
- Navire sans limite de puissance propulsive.
- Et avec éventuellement le module machine à vapeur.

## Marine nationale
Dans la marine nationale, l'officier chef du quart (OCDQ) a la responsabilité de la conduite du bâtiment (de guerre) et assure la permanence du commandement. Pendant son quart, il assure en propre la conduite nautique du navire (navigation/manœuvre). Il est responsable de la gestion globale du navire et dirige ou coordonne l'ensemble de ses activités, et en réfère directement au commandant.
Les fonctions d'officier chef du Quart sont assurées par :
- des officiers de marine, brevetés chef de quart[6], principalement au cours des premières années de leur carrière, et en tant qu'officier subalterne ; ils exercent ces fonctions à bord de bâtiments de premier et deuxième rang (Porte-avions, BPC, Frégates anti-sous-marines, Frégates antiaériennes et grands bâtiments de soutien) ;
- des officiers mariniers supérieurs ou des officiers mariniers de la spécialité de navigateur, brevetés ou certifiés chef de quart ; ces fonctions leur sont désormais ouvertes pour l'ensemble des bâtiments de surface quelle que soit leur taille ou leur rôle opérationnel.

La désignation des participants au tour de quart des "OCDQ" est une décision personnelle du commandant, qui n'est en aucun cas tenu par le brevet d'un impétrant : un titulaire peut être écarté (momentanément ou définitivement) de la liste si le commandant le juge inapte à la fonction.
Dans la "sous-marinade", la fonction de Chef du Quart est réservée aux officiers.
La formation au brevet de chef de quart est au format STCW.
Il convient de distinguer l'officier chef du quart (OCDQ, responsable devant le commandant de la conduite du navire et de toutes ses opérations) :
- de l'Officier (ou ingénieur) de Quart Navire (OQN) : responsable de la propulsion du bâtiment et de la production d'énergie,
- de l'Officier de Quart Opération (OQO) : responsable de la conduite des opérations.

Dans l'exercice de leur quart, ces deux derniers (OQN, OQO) sont subordonnés à l'OCDQ quels que soient leur grade respectif (en vertu du principe - fonctionnel - que la fonction prime le grade).